# George Manangoi
George Manangoi (29 de noviembre de 2000) es un deportista de Kenia que compite en atletismo. Ganó una medalla de oro en el Campeonato Mundial de Atletismo Sub-20 de 2018, en la prueba de 1500 m.